# Poecilia latipunctata
Poecilia latipunctata és un peix de la família dels pecílids i de l'ordre dels ciprinodontiformes.

## Morfologia
Els adults poden assolir els 5 cm de longitud total i les femelles els 6.

## Distribució geogràfica
Es troba a Nord-amèrica: Tamaulipas (Mèxic).